# Muzeum Geologiczne Wydziału Geologii Geofizyki i Ochrony Środowiska AGH
Muzeum Geologiczne Akademii Górniczo-Hutniczej w Krakowie – muzeum geologiczne działające w ramach Wydziału Geologii, Geofizyki i Ochrony Środowiska Akademii Górniczo-Hutniczej.

## Wystawy stałe
- Zjawiska krasowe
- Geologia i bogactwa naturalne regionu krakowskiego
- Surowce mineralne Polski
- Geologia złóż
- Paleontologia
- Geologia dynamiczna
- Geologia regionalna Polski
- Geologia okolic Krakowa